# Sutton United F.C.
Sutton United Football Club – angielski klub piłkarski z siedzibą w Sutton, założony 5 marca 1898 roku. Klub występuje obecnie w National League.

## Obecny skład
Stan na 31 stycznia 2023
| Nr | Poz. | Piłkarz                                           |
| -- | ---- | ------------------------------------------------- |
| 1  | BR   | Jack Rose                                         |
| 2  | OB   | Jonathan Barden                                   |
| 3  | OB   | Sam Hart                                          |
| 4  | OB   | Coby Rowe                                         |
| 5  | OB   | Ben Goodliffe                                     |
| 6  | OB   | Louis John                                        |
| 7  | PO   | Enzio Boldewijn                                   |
| 8  | PO   | Alistair Smith                                    |
| 9  | NA   | Omar Bugiel                                       |
| 10 | PO   | Harry Beautyman                                   |
| 11 | PO   | Will Randall                                      |
| 12 | OB   | Tobi Ogundega                                     |
| 13 | BR   | Brad House                                        |
| 14 | PO   | Craig Dundas                                      |
| 15 | PO   | Craig Eastmond (kapitan)                          |
| 16 | NA   | David Ajiboye (Wypożyczony z Peterborough United) |

| Nr | Poz. | Piłkarz                                          |
| -- | ---- | ------------------------------------------------ |
| 17 | OB   | Matt Ridley)                                     |
| 18 | PO   | Adam Lovatt                                      |
| 20 | NA   | Josh Neufville (Wypożyczony z Luton Town)        |
| 21 | PO   | Luke Gambin                                      |
| 22 | OB   | Joe Kizzi                                        |
| 23 | NA   | Charley Kendall (Wypożyczony z Lincoln City)     |
| 24 | OB   | Robert Milsom                                    |
| 25 | NA   | Donovan Wilson                                   |
| 27 | NA   | Kylian Kouassi                                   |
| 28 | OB   | Roman Charles-Cook                               |
| 29 | NA   | Hisham Kasimu                                    |
| 30 | BR   | Filip Chalupniczak                               |
| 31 | BR   | Matt Kerbey                                      |
| 33 | NA   | Lee Angol                                        |
| 35 | NA   | Matt Dennis (Wypożyczony z MK Dons)              |
| 36 | BR   | Tyla Dickinson (Wypożyczony z Wycombe Wanderers) |

### Piłkarze na wypożyczeniu
| Nr | Poz. | Piłkarz                           |
| -- | ---- | --------------------------------- |
| 19 | NA   | Tope Fadahunsi (w Torquay United) |
| 39 | NA   | Kwame Thomas (w Dundee)           |

## Sukcesy
- National League:
  - Zwycięzca play offów: 2020/2021
- National League South:
  - Zwycięzca play-offów: 2015/2016
- EFL Trophy:
  - Finalista: 2021/2022
- FA Trophy:
  - Finalista: 1980/1981